# 도전 1000곡
《도전 1000곡》은 2000년 10월 22일부터 2014년 6월 22일까지 방송되었던 음악 프로그램이다.

## 방송 시간
| 방송 채널 | 방송 기간                          | 방송 시간                            |
| --------- | ---------------------------------- | ------------------------------------ |
| SBS TV    | 2000년 10월 22일 ~ 2002년 3월 31일 | 매주 일요일 아침 8시 50분 ~ 9시 50분 |
| SBS TV    | 2002년 4월 7일 ~ 2003년 3월 2일    | 매주 일요일 아침 8시 30분 ~ 9시 40분 |
| SBS TV    | 2005년 7월 10일 ~ 2007년 7월 22일  | 매주 일요일 아침 8시 30분 ~ 9시 40분 |
| SBS TV    | 2003년 3월 9일 ~ 2005년 7월 3일    | 매주 일요일 아침 8시 40분 ~ 9시 40분 |
| SBS TV    | 2007년 7월 29일 ~ 2008년 3월 30일  | 매주 일요일 아침 8시 25분 ~ 9시 40분 |
| SBS TV    | 2008년 4월 6일 ~ 2012년 4월 1일    | 매주 일요일 아침 8시 10분 ~ 9시 40분 |
| SBS TV    | 2012년 4월 8일 ~ 2014년 6월 22일   | 매주 일요일 아침 8시 10분 ~ 9시 25분 |

## 진행자
| 대수 | 진행자 | 진행자 | 진행 기간                          |
| ---- | ------ | ------ | ---------------------------------- |
| 1대  | 김승현 | 이선진 | 2000년 10월 22일 ~ 2002년 11월 3일 |
| 2대  | 정재환 | 이유진 | 2002년 11월 17일 ~ 2004년 10월 3일 |
| 3대  | 정재환 | 류이라 | 2004년 10월 10일 ~ 2005년 9월 4일  |
| 4대  | 정재환 | 신지   | 2005년 9월 11일 ~ 2005년 10월 30일 |
| 5대  | 김승현 | 김빈우 | 2005년 11월 6일 ~ 2006년 4월 23일  |
| 6대  | 유정현 | 장윤정 | 2006년 4월 30일 ~ 2007년 9월 30일  |
| 7대  | 유정현 | 한영   | 2007년 10월 7일 ~ 2007년 12월 9일  |
| 8대  | 강병규 | 한영   | 2007년 12월 16일 ~ 2008년 3월 30일 |
| 9대  | 이휘재 | 정형돈 | 2008년 4월 6일 ~ 2008년 11월 30일  |
| 10대 | 이휘재 | 김라나 | 2008년 12월 7일 ~ 2009년 8월 9일   |
| 11대 | 이휘재 | 장윤정 | 2009년 8월 16일 ~ 2014년 4월 13일  |
| 12대 | 이휘재 | 효린   | 2014년 5월 18일 ~ 2014년 6월 8일   |
| 13대 | 이휘재 | 신지   | 2014년 6월 22일                    |

## 패자부활전 게임
1차전에 세 팀 이상 탈락하고 2차전에 한 팀이 남으면 1차와 2차 패자부활전을 진행한다.
앙케이트 퀴즈
주어진 주제에 맞는 앙케이트 내용을 보고 1~10위에 해당하는 노래를 불러야 한다. 릴레이로 돌아가면서 진행하며, 많이 맞힌 사람이 승리한다.
이 가수(장르)를 잡아라
가수, 히트곡, 장르곡, 10곡 등을 불러야 한다. 60초 동안 많이 부른 사람이 승리한다.
애창곡 메들리
우리가 알만한 애창 트로트와 댄스곡을 릴레이로 돌아가며, 두 소절씩 부른다. 한 글자라도 틀리면 탈락한다.
도전 40초
두 진행자 가운데 노래를 잘할 것 같은 한 사람을 찍어 그 사람이 부르는 노래 제목을 맞혀야 한다. 많이 맞힌 사람이 승리한다.

## 대결 규칙
- 음정과 박자 상관없이 1절 가사를 정확하게 부르면 된다. (한 번 틀리면 경고, 두 번 틀리면 탈락)
- 팀으로 도전 시 대표로 한 사람만 도전할 수 있다. 1차전, 2차전, 결승전마다 팀 대표로 한 사람만 마이크를 잡고 노래를 부를 수 있다.
- 전주가 나오는 동안에는 누구에게나 가사를 물어볼 수 있다. (단, 노래가 시작되면 상의할 수 없다.)
- 첫 소절은 무조건 공개한다.

## 현재 대결 형식
- 1차전(도전 희망 50곡) - 출연자가 제출한 희망 50곡이 섞여 있으며, 희망곡을 무작위로 선택한다. 1절을 정확하게 부르면 다음 라운드로 진출한다.
- 2차전(도전 500곡) - 희망 50곡과 국민 애창곡, 최신 히트곡이 들어있는 500곡으로 대결을 펼친다. 출연자는 번호를 선택하고 1절을 정확하게 부르면 된다. 토너먼트 형식으로 진행되며, 한 팀이 먼저 결승에 진출한다.
- 1차 패자부활전 - 1차전에서 두 팀 이상 탈락 시 진행되며, 국민 애창 가요에 두 소절씩 릴레이로 도전해서 한 팀이 결승에 올라간다.
- 2차 패자부활전 - 노래 스피드 퀴즈로, 제한 시간 40초 동안 진행자가 부르는 노래를 듣고 노래 제목을 맞히는 형식이며, 가장 많이 맞힌 팀이 결승에 올라간다.
- 결승전(도전 1000곡) - 말 그대로 총 1000곡으로 대결을 펼친다. 여기서는 상대방이 노래를 선택하며, 최후의 승리 팀에게는 순금 메달(황금 열쇠)이 주어진다.

## 황제전
도전 1000곡 왕중왕전에서 승리한 출연자들을 모아 방송하는 황제전이 있다. 황제전은 80회 단위 특집마다 이루어진다.
- 초대 황제: 노현희 (2002년 2월 12일)
- 2대 황제: 코요태: 신지 (2003년 9월 21일)
- 3대 황제: 문희옥 (2005년 9월 19일)
- 4대 황제: 하춘화 (2007년 7월 8일)

## 네트워크 방송사
- 2011년 10월 10일부터 개칭한 G1의 경우, 방송 당시 GTB 강원민방 명칭을 2011년 10월 9일까지 표기하였다.

| 방송 권역      | 방송사 | 비고            |
| -------------- | ------ | --------------- |
| 수도권         | SBS    | 프로그램 제작국 |
| 부산·경남      | KNN    |                 |
| 대구·경북      | TBC    |                 |
| 대전·충남·세종 | TJB    |                 |
| 광주·전남      | kbc    |                 |
| 울산           | ubc    |                 |
| 전북           | JTV    |                 |
| 충북           | CJB    |                 |
| 강원           | G1     | 2001년부터 시작 |
| 제주           | JIBS   | 2002년부터 시작 |

## 기타
- 추석과 설날 등 명절에는 일요일이 아니라 연휴 기간에 연속으로 방송하였다.[3] 
 (2012년 설/추석과 2013년 설 특집은 제외)
- 반주기는 2000년부터 2005년까지 ELF 제품을 사용하였으며, 2006년부터 TJ미디어 제품을 사용하였다.
- 2010년 5월 9일과 5월 16일에 조원석이 불미스러운 일로 방송에 나왔지만 장면 일체에 편집을 하지 않았다.
- 2012년 1월 8일 유재석, 김종국, 소희, 하하, 설리 등 다섯 명이 런닝맨에서 출연하였다.
- 2012년 1월 29일 신성일과 이재은이 기권하였다.

## 결방 안내
- 2009년 5월 24일: 노무현 전 대통령 추모방송
- 2009년 8월 23일: 김대중 전 대통령 추모방송
- 2010년 2월 14일, 2010년 2월 21일: 밴쿠버 동계 올림픽 중계방송
- 2010년 3월 21일: 밴쿠버 동계 패럴림픽 중계방송
- 2010년 3월 28일 ~ 2010년 4월 25일: 서해 해군 초계함 침몰사건 관련
- 2010년 6월 6일: 현충일 특집 편성
- 2010년 9월 26일: 2010년 FIFA U-17 여자 월드컵 결승전 중계방송
- 2011년 7월 31일: 2011년 FIFA U-20 월드컵 남자 축구 對 말리戰 중계방송
- 2012년 7월 29일: 2012년 런던 올림픽 중계방송
- 2012년 8월 5일: 2012년 런던 올림픽 남자 축구 영국戰 중계방송
- 2014년 2월 2일: 2014년 남자 축구 국가대표 평가전 對 미국戰 중계방송
- 2014년 2월 23일: 소치 올림픽 하이라이트 방송
- 2014년 4월 20일 ~ 2014년 5월 11일: 진도 여객선 침몰 사고의 여파로 4주간 결방
- 2014년 6월 15일: 2014년 브라질 월드컵 중계방송

## 수상 경력
- 제29회(2002년) 한국방송대상 연예오락부문 작품상